# درویتس
درویتس (به آلمانی: Drewitz) یک منطقهٔ مسکونی در آلمان است که در موکرن واقع شده‌است. درویتس ۴۰۹ نفر جمعیت دارد.